# Keizerlijk Duits Algemeen Gouvernement België

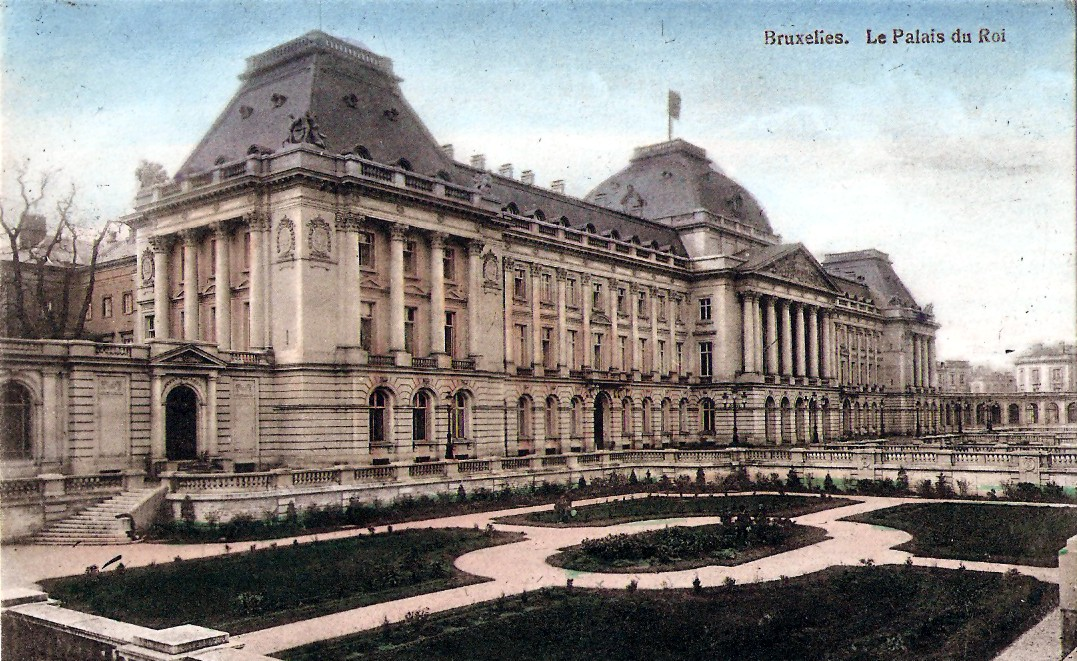
De militaire regering zetelde in het Koninklijk Paleis van Brussel.

Het Keizerlijk Duits Algemeen Gouvernement België (Kaiserliches Deutsches Generalgouvernement Belgien) was de Duitse militaire regering in bezet België gedurende de Eerste Wereldoorlog. Het werd opgezet op 26 augustus 1914.
Aan het hoofd stond een gouverneur-generaal die zetelde in het Koninklijk Paleis van Brussel en enkel aan de Duitse keizer Wilhelm II verantwoording moest afleggen. De eerste was veldmaarschalk Colmar Freiherr von der Goltz, die op 26 augustus 1914 werd aangesteld. Hij werd op 27 november dat jaar opgevolgd door kolonel-generaal Moritz von Bissing.
De gouverneur-generaal had de verantwoordelijkheid over de militaire veiligheid, alsook over een goed burgerlijk bestuur. Op militair gebied werd hij ondersteund door de militaire stafchef en op burgerlijk gebied door de chef van het civiel bestuur, een functie die tot juli 1917 in handen was van Max von Sandt.

## Grondgebied
Het Generalgouvernement omvatte het grootste deel van het Belgisch grondgebied. Aanvankelijk ging het om zeven van de negen Belgische provincies, plus een smalle strook in het oosten van Oost-Vlaanderen en het uiterste zuidoosten van West-Vlaanderen. Ook enkele aangrenzende gebieden in Frankrijk vielen onder de gouverneur-generaal, met name de streek rond Maubeuge en het Franse deel van de Maasvallei bij Fumay en Givet.
De rest van Oost- en West-Vlaanderen (met uitzondering van het uiterste westen, dat achter het front lag en de hele oorlog onbezet bleef) vormde een Sperrgebiet en was verdeeld in drie zones :
- het Operationsgebiet, een circa 25 km brede frontzone in West-Vlaanderen, met onder meer Menen. Hier heerste de krijgswet. Het was bezet door het Vierde Duitse leger
- het Marinegebiet, de kuststrook in het noordoosten van West-Vlaanderen, met inbegrip van Brugge en Oostende. Dit was bezet door het Marinekorps Flandern en er golden vrijwel dezelfde regels als in het Operationsgebiet.
- Het Etappengebiet. Dit omvatte de rest van West-Vlaanderen (waaronder Kortrijk en Tielt) en vrijwel heel Oost-Vlaanderen. Ook dit gebied werd door het Vierde Leger bezet, maar het regime was er minder streng.

De verordeningen van de gouverneur-generaal golden niet voor de verschillende delen van het Sperrgebiet, tenzij ze door de militaire autoriteiten aldaar werden overgenomen.
De grenzen tussen deze gebieden zouden tijdens de oorlog meermalen veranderen. In de loop van 1916 werden het zuidoosten van West-Vlaanderen, het arrondissement Doornik en het gebied rond Maubeuge bij het Etappengebiet gevoegd. Later zouden nog delen van Henegouwen volgen. In de loop van 1917 werden ook delen van de provincie Luxemburg Etappengebiet.

## Bestuur
De Duitsers reguleerden elk detail van het dagelijkse leven, op persoonlijk gebied met reisbeperkingen en collectieve straffen, alsook op economisch terrein met het inzetten van de Belgische industrie voor Duitse doeleinden en het opleggen aan de provincies van allerlei heffingen. Vooraf aan de Eerste Wereldoorlog was België de zesde grootste economie ter wereld, maar tijdens de oorlog ontmantelden de Duitsers tal van fabrieken en werden de machines en andere onderdelen overgebracht naar Duitsland. Dit gebeurde op zulke ingrijpende wijze dat België nooit meer op zijn oude economische niveau is teruggekeerd. Ruim honderdduizend Belgische arbeiders werden gedeporteerd naar Duitsland om te werken in de oorlogsindustrie en naar Noord-Frankrijk om arbeid te verrichten aan wegen en militaire faciliteiten.
Vanaf 1 juli 1917 werd het burgerlijk bestuur met de Flamenpolitik volledig gesplitst in een Nederlandstalig (Vlaanderen) en een Franstalig (Wallonië) deel. De Duitsers hoopten daarmee de Vlamingen voor zich te winnen en wilden na de oorlog van Vlaanderen een protectoraat maken, terwijl Wallonië gebruikt zou worden voor het leveren van industriële grondstoffen en arbeid. In 1917 werd de Universiteit Gent volledig vernederlandst.
Op 17 april 1917 stierf Bissing. Hij werd opgevolgd door kolonel-generaal Ludwig von Falkenhausen. Met de wapenstilstand van 11 november 1918 kwam er ook een einde aan het Generalgouvernement.